# Quand souffle le vent du nord
Quand souffle le vent du nord — Gut gegen Nordwind, dans l'édition originale en allemand — est un roman de l'écrivain autrichien Daniel Glattauer, publié en novembre 2006.

## Présentation
Emma envoie par erreur un courrier électronique à Léo et ne se doute évidemment pas des conséquences. Roman épistolaire d'un homme et d'une femme cachés derrière leur ordinateur, il développe une relation particulière protégée par un certain anonymat, l'impression de maîtriser une part de liberté. Ils se prennent au jeu et ont tendance ainsi à oublier de plus en plus leur vie compliquée. Mais cette liberté relative pose d'autres questions auxquelles ils vont bientôt être confrontés : peuvent-ils longtemps correspondre sans se rencontrer, comment va évoluer leur vie grignotée peu à peu par cette relation à distance ?
Ce roman sur les implications des nouveaux moyens de communication et sur leur utilisation, est suivi, en 2009, d'un second volet, Alle sieben Wellen, traduit en français sous le titre La Septième Vague, publié chez Grasset en avril 2011, roman dans lequel est narrée la suite des « aventures épistolaires » d'Emmi et Léo.

## Premières éditions
Édition imprimée en allemand
- (de) Daniel Glattauer, Gut gegen Nordwind : Roman, Vienne, Deuticke, novembre 2006, 224 p. (ISBN 978-3-552-06041-8, DNB 979292948)

Livre audio en allemand
- (de) Daniel Glattauer (auteur), Andrea Sawatzki (narratrice) et Christian Berkel (narrateur), Gut gegen Nordwind, Hambourg, Hörbuch Hamburg, octobre 2008 (ISBN 978-3-89903-807-1, DNB 989318192)Support : 4 CD audio ; durée : non connue. — Réédité en coffret (tirage limité) incluant la version audio du roman Alle sieben Wellen, également lue par les mêmes narrateurs, alors que l'édition courante du second volet est lue par d'autres narrateurs.

Édition imprimée en français
- (fr) Daniel Glattauer (auteur) et Anne-Sophie Anglaret (traductrice) (trad. de l'allemand), Quand souffle le vent du nord : roman [« Gut gegen Nordwind »], Paris, Grasset, 31 mars 2010, 348 p. (ISBN 978-2-246-76501-1, BNF 42166800)

Livre audio en français
- (fr) Daniel Glattauer (auteur), Jean-Marc Delhausse (narrateur), Nathalie Hugo (narratrice) et Robert Guilmard (narrateur) (trad. Anne-Sophie Anglaret), Quand souffle le vent du nord [« Gut gegen Nordwind »], Paris, Audiolib, 19 mai 2010 (ISBN 978-2-35641-230-0, BNF 42198527)Support : 1 CD MP3 ; durée : 5 h 28 min ; référence éditeur : Audiolib 25 0266 4.